# 马镇西
马镇西（1913年—1983年），男，江苏淮安人，中国眼科专家，曾任河南省眼科研究所所长兼河南省人民医院副院长，第三届全国人大代表，第五、六届全国政协委员。